# Sindères
Sindères is een plaats en voormalige gemeente in het Franse departement Landes (regio Nouvelle-Aquitaine) en telt 179 inwoners (2005). De plaats maakt deel uit van het arrondissement Mont-de-Marsan. Sindères is op 1 januari 2019 gefuseerd met de gemeenten Arjuzanx, Garrosse en Morcenx tot de gemeente Morcenx-la-Nouvelle. 

## Geografie
De oppervlakte van Sindères bedraagt 19,3 km², de bevolkingsdichtheid is 9,3 inwoners per km².
De onderstaande kaart toont de ligging van Sindères met de belangrijkste infrastructuur en aangrenzende gemeenten.

## Demografie
Onderstaande figuur toont het verloop van het inwonertal (bron: INSEE-tellingen).